# Saint-Éloi, Ain
Saint-Éloi là một xã ở tỉnh Ain, vùng Auvergne-Rhône-Alpes thuộc miền đông nước Pháp.